# Trolejbusy w Pazardżiku
Trolejbusy w Pazardżiku – system trolejbusowy funkcjonujący w mieście Pazardżik, stolicy obwodu Pazardżik w Bułgarii. Został uruchomiony 1 czerwca 1993 r. Operatorem jest przedsiębiorstwo Trolejbusen transport.

## Linie
Według stanu z lutego 2024 r. w Pazardżiku kursowało 6 linii trolejbusowych.
| Linia | Trasa            |
| ----- | ---------------- |
| 1     | Ustrem ↔ ŻP Gara |
| 1E    | Ustrem ↔ ŻP Gara |
| 2     | Ustrem ↔ ŻP Gara |
| 2E    | Ustrem ↔ ŻP Gara |
| 4     | Ustrem ↔ Kauczuk |
| 5     | Ustrem ↔ Kauczuk |

## Tabor

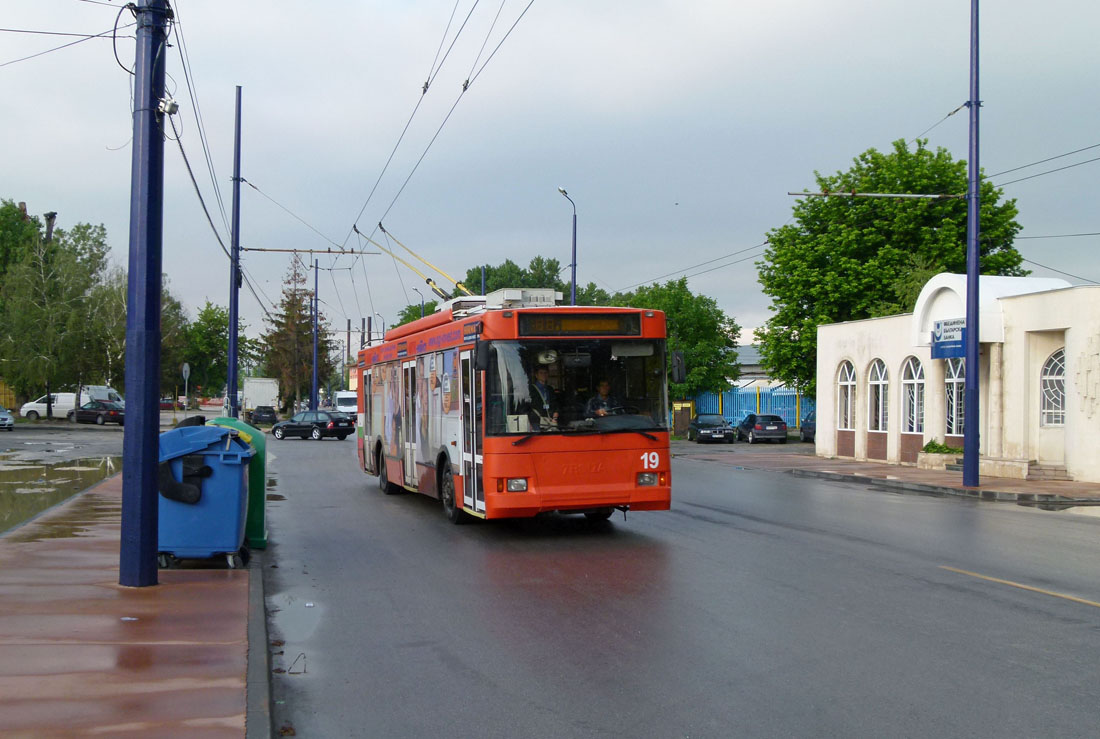
Trolejbus Trolza-5275.05 "Optima"

Stan z 19 lutego 2024 r.
| Zdjęcie        | Typ            | Eksploatacja od | Liczba |
| -------------- | -------------- | --------------- | ------ |
|                | LAZ-E183A1     | 2013            | 8      |
|                | Trolza-5275.05 | 2007            | 1      |
| Łączna liczba: | Łączna liczba: | Łączna liczba:  | 9      |